# Waldo Hutchins

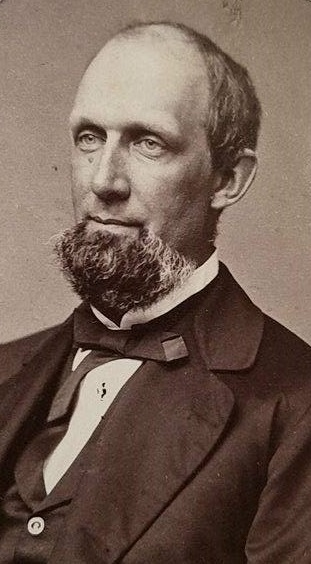
Waldo Hutchins

Waldo Hutchins (* 30. September 1822 in Brooklyn, Connecticut; † 8. Februar 1891 in New York City) war ein US-amerikanischer Jurist und Politiker. Zwischen 1879 und 1885 vertrat er den Bundesstaat New York im US-Repräsentantenhaus.

## Werdegang
Waldo Hutchins wurde ungefähr siebeneinhalb Jahre nach dem Ende des Britisch-Amerikanischen Krieges in Brooklyn im Windham County geboren. 1842 graduierte er am Amherst College in Massachusetts. Er studierte Jura. Seine Zulassung als Anwalt erhielt er 1845 und begann dann in New York City zu praktizieren. 1852 saß er in der New York State Assembly. Er nahm 1867 als Delegierter an der verfassunggebenden Versammlung von New York teil. Zwischen 1857 und 1869 war er als Park Commissioner tätig. Politisch gehörte er der Demokratischen Partei an.
Er wurde in einer Nachwahl am 4. November 1879 im zwölften Wahlbezirk von New York in das US-Repräsentantenhaus in Washington, D.C. gewählt, um dort die Vakanz zu füllen, die durch den Tod von Alexander Smith entstand. Smith starb am 5. November 1878, bevor er seinen Dienst antreten konnte. Im Jahr 1880 wurde Hutchins in den 48. Kongress gewählt und im Jahr 1882 in den 49. Kongress. Da er auf eine erneute Kandidatur im Jahr 1884 verzichtete, schied er nach dem 3. März 1885 aus dem Kongress aus.
Nach seiner Kongresszeit war er in New York City wieder als Anwalt tätig. 1887 wurde er zum Park Commissioner ernannt – eine Stellung, die er bis zu seinem Tod innehatte. Er starb am 8. Februar 1891 in New York City und wurde dann auf dem Woodlawn Cemetery beigesetzt.